# Rexisme
El Rexisme (de Rex, de Christus Rex) fou un moviment polític d'extrema dreta feixista que es va desenvolupar a Valònia (Bèlgica) del 1930 al 1945.

## Ideari
Els ideòlegs del grup el veien com un moviment de la comunitat popular contra l'oligarquia dels partits i que havia de restablir la dignitat de l'Estat i reconèixer-ne els pilars: aristocràcia, jerarquia de professions i família. Per la seva banda, José Streel proposava una societat orgànica, més popular que democràtica, oposada al sistema tancat de govern de partits, i basada en la família i en els lligams familiars, regionals, culturals i nacionals; i tot i que havia saludat el Nou Ordre Germànic, el considerava com a oposat als punts de vista cristians.

## Orígens
El moviment fou fundat per Léon Degrelle, membre de l’Action Catholique de la Jeunesse Belge (ACJB) influït ideològicament tant per Charles Maurras com per Charles Péguy i Léon Daudet, qui des del 1929 va editar el diari Cahiers de la Jeunesse Catholique, dirigit per Mn. Louis Picard. L'octubre del 1930 va començar a dirigir les Editions Rex, editorial de l'ACJB. D'aquesta manera, el 1931 va treure la revista Soirées, i el 1932 el diari Rex, des d'on encapçalaria l'ala radical del Partit Catòlic.

## Fundació del partit
El 31 de juliol del 1933 esdevé propietari de les Edicions Rex amb el seu col·laborador Pierre Daye, i el 1934 trenca amb l'ACJB. El 2 de novembre del 1935 va intentar fer-se amo del Partit catòlic en l'anomenat coup de Kortrijk, en el Congrés Anyal de la Federation des Associations et Cercles Catholiques, tot provocant un enfrontament entre moderats i radicals. Així, pel febrer del 1936 abandona també el Partit Catòlic per fundar un nou grup, el Mouvement Rexiste com a necessitat de canvi. Reclama el restabliment de la família, ataca l'elit del poder i els "polítics del poder materialista" representats per la cohue o les pourris (corruptors i banquers), i amb algunes idees corporativistes, pretenia reduir els poders del parlament, alhora que es declarava enemic de l'hipercapitalisme, del socialisme i de la corrupció política.
En aquesta aventura se li unirien Pierre Daye, corresponsal a París del diari d'extrema dreta Je suis partout, amic de Joachim von Ribbentrop, José Streel, membre de l'AJCB, cap de les Editions Rex i editor de Le Pays Réel, que aviat esdevindrà el diari del grup; Jean M.L.G. Denis (1902-??), secretari de Mn. Picard i també secretari del comitè executiu de l'AJCB, diputat per Namur; i Victor Matthys, germanòfil. Reberen endemés el suport de Robert Poulet i altres reaccionaris.
A les eleccions del maig del 1936, el moviment Rex va obtenir 271.491 vots i 21 escons (30 en total de la coalició amb la VNV) i 12 senadors. Això va moure Degrelle a visitar Alemanya el setembre del mateix any. Allí s'entusiasmà amb Adolf Hitler i decidí donar una empenta més feixista al moviment, amb suport de Matthys i Daye, però no de Streel o Denis, més catolicistes. Fins i tot, l'11 d'abril del 1937 Degrelle va gosar presentar-se a les eleccions per a primer ministre en un clar desafiament a van Zeeland, però només obtingué el 19% dels vots i la condemna del cardenal de Malinas, Josephus-Ernestus van Roey. Això va fer molt de mal al moviment, que va obtenir un sonor fracàs a les eleccions municipals del 1938, i a les eleccions generals del 1939 només va obtenir el 4,4% dels vots i un únic escó per a Degrelle, cosa que els condemnaria a la marginalitat en els primers moments de la guerra.

## Rex durant l'ocupació nazi
El 22 de juliol de 1940 Degrelle, que va veure clara l'oportunitat de fer-se un lloc en el nou ordre, s'entrevistà amb el rei Leopold III, amb el cardenal van Roey i amb l'ambaixador alemany a la França de Vichy, Otto Abetz, per tal d'organtizar la col·laboració amb els nous ocupants, que s'estipulà en un acord que fou signat per Matthys (REX), Staf de Clercq (VNV) i Jef François (Verdinaso), però Paul Hoornaert (LNB) es negà a participar-hi. Així, un cop l'ocupació fou oficialitzada, l'agost del 1940 le Pays Réel va reobrir amb la col·laboració de Denis i Streel.
El 1941, però, Rex va perdre influència política. Això va provocar que Degrelle perdés interès pel grup i des del juliol, un cop invadida Rússia, reclutés la Legion Wallonne per tal d'anar a lluitar-hi. Ell mateix marxaria com a tinent al front rus fins a desembre del 1942, i deixà com a cap de Rex Victor Matthys i José Streel com a conseller polític. Durant el 1942 Matthys intentà desprestigiar al cardenal Van Roey, implicant-lo en operacions financeres fosques, però el seu grup Rex aleshores s'havia aconvertit en una simple oficina de reclutament de la Legion Wallonne, que el 1943 passà a anomenar-se SS Brigade Wallonne i que reclutaria un total de 6.000 voluntaris, dels quals uns 2.500 moririen al front rus.
Un cop tornat del front, el 1943 Degrelle va proposar la creació d'un Etat Bourguignon dins el Reich, del qual Valònia en formaria part. Matthys li va donar suport, però no pas Streel. Alhora, com a tinent de la Wehrmacht, Degrelle va fer declaracions on afirmava que els valons són en realitat alemanys, cosa que encara el desprestigia més.
El 29 d'agost de 1944 Degrelle serà nomenat SS-Sturmbannfuhrer de la 32 Brigada SS Wallonie, mentre el 17 d'agost Victor Matthys ordenà una cruel represàlia contra la resistència a Courcelles (Charleroi): 27 civils foren massacrats en accions de "contraterrorisme". Tanmateix, el 3 de setembre del 1944, Valònia cauria en mans dels aliats. La plana major de Rex va haver de fugir a França, amb Matthys, Streel i el nou cap, Louis Collard. Daye fuig cap a Espanya i Degrelle a Lübeck, des d'on anirà a Dinamarca i Noruega, per acabar a Espanya el 1945.

## La posguerra
Després de la guerra, es van dur a terme nombrosos judicis i depuracions contra els col·laboracionistes. Denis fou empresonat fins al 1951; Poulet fou condemnat a mort, però li fou commutada el 1948; Streel fou condemnat a mort i executat el 1946; Matthys també, i ho fou el 1947; Daye, establit a Buenos Aires, i Degrelle, a Espanya, foren condemnats a mort in absentia el 1946, cosa que no els impediria de continuar llurs activitats a l'exili. Des d'allí foren mentors de diversos grupuscles d'extrema dreta francòfona com el Moviment Social Belga i més tard el Front Nacional.

## Resultats electorals
| Any  | Vots    | %          | Escons   | +/– | Govern   |
| ---- | ------- | ---------- | -------- | --- | -------- |
| 1936 | 271,481 | 11.49 (#4) | 21 / 202 | Nou | Oposició |
| 1939 | 83,047  | 4.25 (#6)  | 4 / 202  | 17  | Oposició |